# Ingryda Szwedzka
Ingryda Szwedzka (Elofsdotter), szw. Ingrid Elof(v)sdotter (ur. ok. 1220 lub 1235 w Skänninge, zm. 2 września lub 9 października 1282 tamże) – szwedzka zakonnica, wdowa, założycielka pierwszego dominikańskiego klasztoru w Szwecji (szw. Skänninge nunnekloster) i jego pierwsza przeorysza, mistyczka i stygmatyczka, błogosławiona Kościoła katolickiego.

## Życiorys

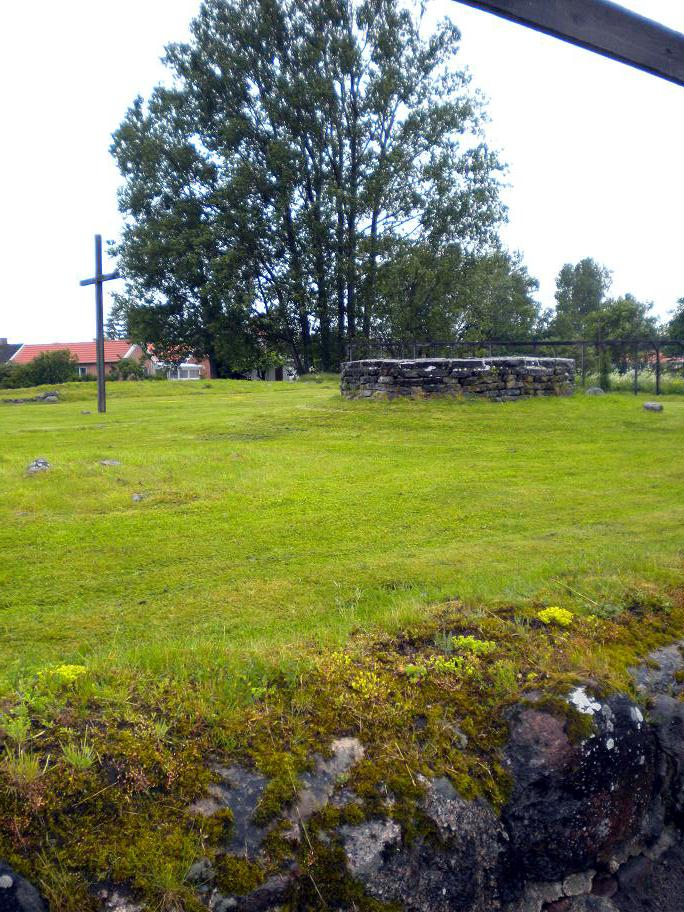
Ruiny klasztoru ufundowanego przez bł. Ingrydę w Skänninge.

Urodziła się w arystokratycznej rodzinie, jako córka Elova (Elov, Elof) i wnuczka (ze strony matki) szwedzkiego króla. Matka, nieznana z imienia, była siostrą arcybiskupa Folke Johanssona Angelesa. Oboje rodzice po śmierci zostali pochowani w klasztorze w Alvastrze. Ingryd w młodym wieku wydano za mąż. Po śmierci męża, wraz z rodzoną siostrą Krystyną i innymi niewiastami, założyła grono tercjarek, pod przewodnictwem lektora Piotra z Dacji. Grupa ta współpracowała z dominikanami ze Skänninge. Z przekazów Piotra wiadomo o mistycyzmie i stygmatach Ingrydy.
Pielgrzymując do Ziemi Świętej i Rzymu uzyskała od papieża Marcina IV pozwolenie na założenie w rodzinnym mieście żeńskiego klasztoru. Uposażył go brat, Jan Elovson (Elofson), a rodzina hojnie go obdarowała. Uroczyste otwarcie miało miejsce w 1281 roku w obecności króla Magnusa I. Ingryda wówczas oficjalnie przyjęła habit dominikański, zostając pierwszą przeoryszą klasztoru. W rok później zmarła. Jej następczynią została siostra Krystyna, a ona sama została otoczona czcią.

## Beatyfikacja
W 1418 roku, podczas soboru w Konstancji, rozpoczęto jej proces beatyfikacyjny, który zakończył się w 1499. W 1508 dokonano translacji relikwii do sanktuarium i w XVI wieku czczona była, jako święta, jednak jej kanonizacja na skutek reformacji nie doszła do skutku. W Skandynawii odmawiano również oficjum i sekwencję ku jej czci.
Jej wspomnienie liturgiczne w Kościele katolickim obchodzone jest 2 września lub 9 października; w zakonach dominikańskich można spotkać dzień 30 lipca.